# Ruth Kinna
Ruth Ellen Kinna (nascida em março de 1961) é professora de filosofia política na Loughborough University, trabalhando no Departamento de Política, História e Relações Internacionais. Desde 2007 é editora da revista Anarchist Studies.
Kinna é bacharel em história e política pela Queen Mary University of London e uma D.Phil em política pela University of Oxford. Ela começou a trabalhar na Loughborough University em 1992. Seu trabalho subsequente focou no pensamento socialista de William Morris (1834-1896). Ela é autora do livro Anarquismo - Um Guia para Iniciantes, um estudo aprofundado sobre o conceito político de anarquia (ISBN 1-85168-370-4, Oneworld Publication Ltd.)